# Julieta Mautone
Julieta Mautone (21 de septiembre de 1999), es una estudiante y tiradora uruguaya. 

## Biografía
Es hija de Ana Jiménez y Alejandro (Chano) Mautone, quien es además, su entrenador. Julieta estudia Filosofía en el Instituto de Profesores Artigas.
Deportista de tiro con pistola de aire de 10 metros. Forma parte del Club Uruguayo de Tiro. Medalla de oro en pistola de aire 10 metros.
El Comité Olímpico Uruguayo nombró a la deportista récord mundial juvenil y medalla de oro abanderada nacional en los Juegos Panamericanos de 2019.

### Galardones
- 2017, Medalla de Oro en Copa Sudamericana junior, Río, Brasil.
- 2018, Medalla de Oro en Juegos Odesur Cochabamba, Bolivia.
- 2018, Medalla de Oro en Sudamericano junior, Santiago de Chile
- 2019, Récord mundial junior en Copa Mundial y séptimo puesto. Munich, Alemania
- 2019, Medalla de Oro en Campeonato Iberoamericano, Santiago de Chile
- 2019, Medalla de bronce en categoría mixta Campeonato Iberoamericano, Santiago de Chile.
- 2019, Récord panamericano y cuarto puesto en XVIII Juegos Panamericanos, Lima, Perú
- 2019, Medalla de Oro en Copa Sudamericana, Buenos Aires, Argentina.